# Papen-Wilbring

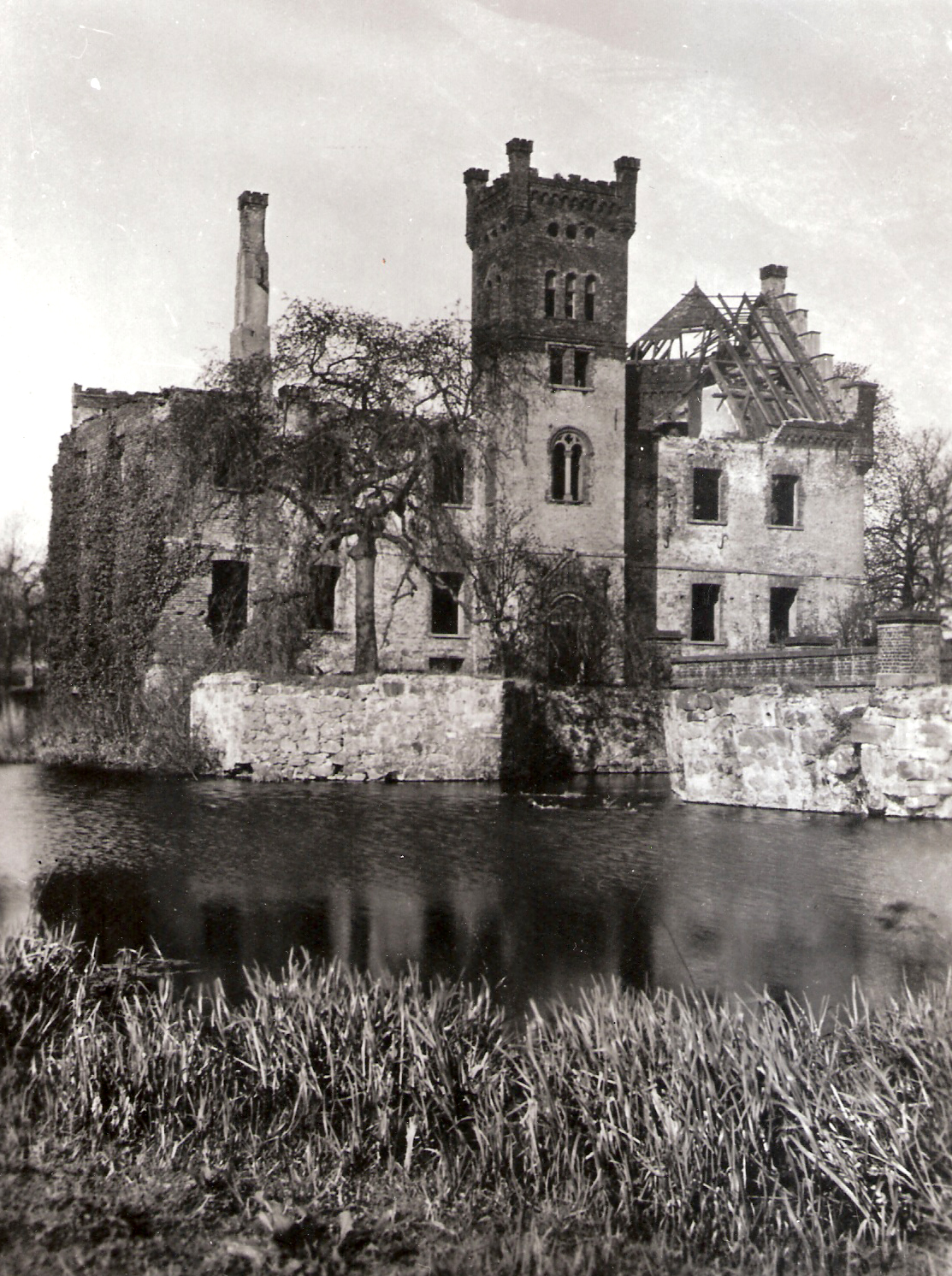
Haus Wilbring, Sitz der Linie Wilbring

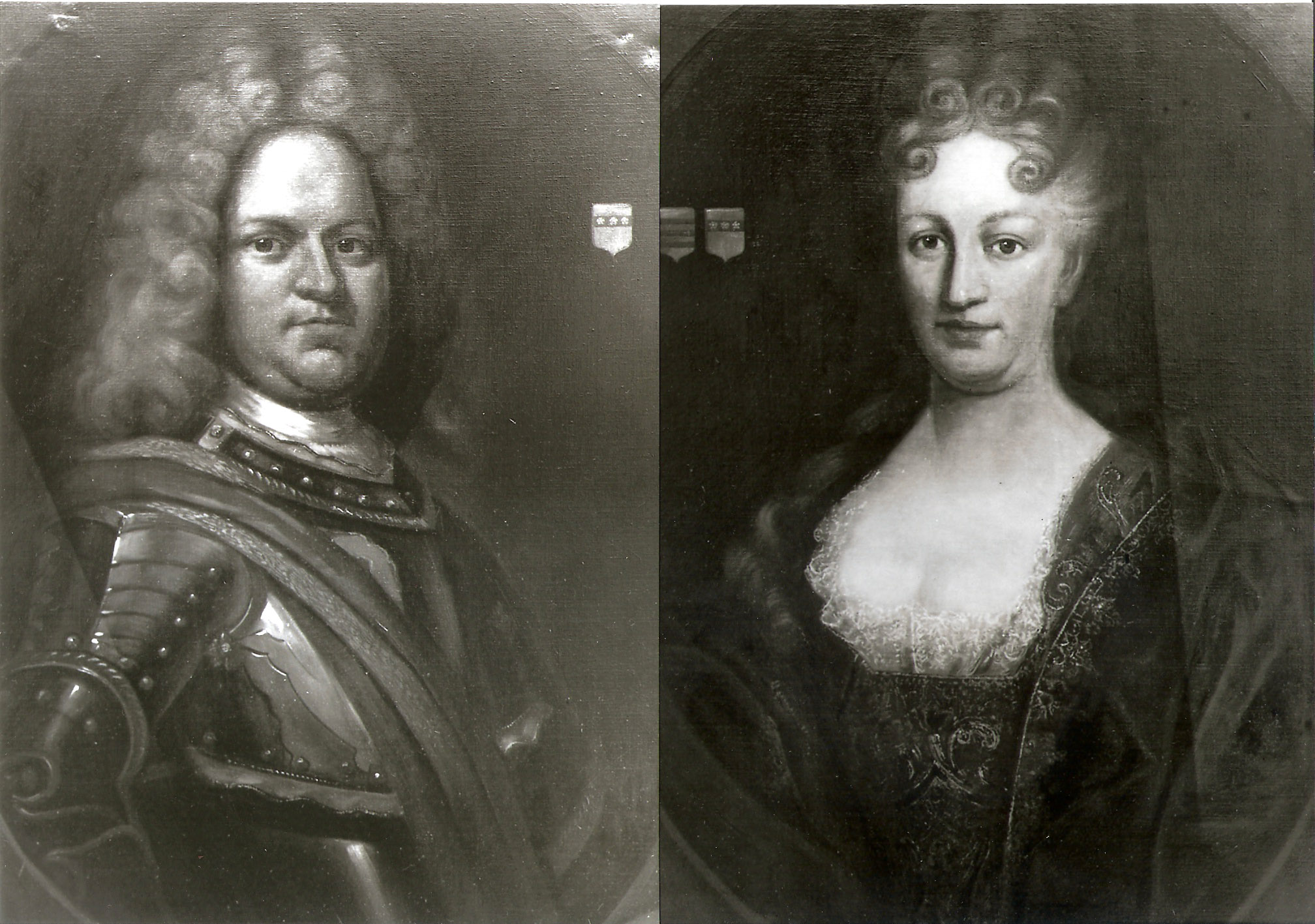
Caspar von Papen-Wilbring und seine Ehefrau Antonie Maria, geb. von Dücker

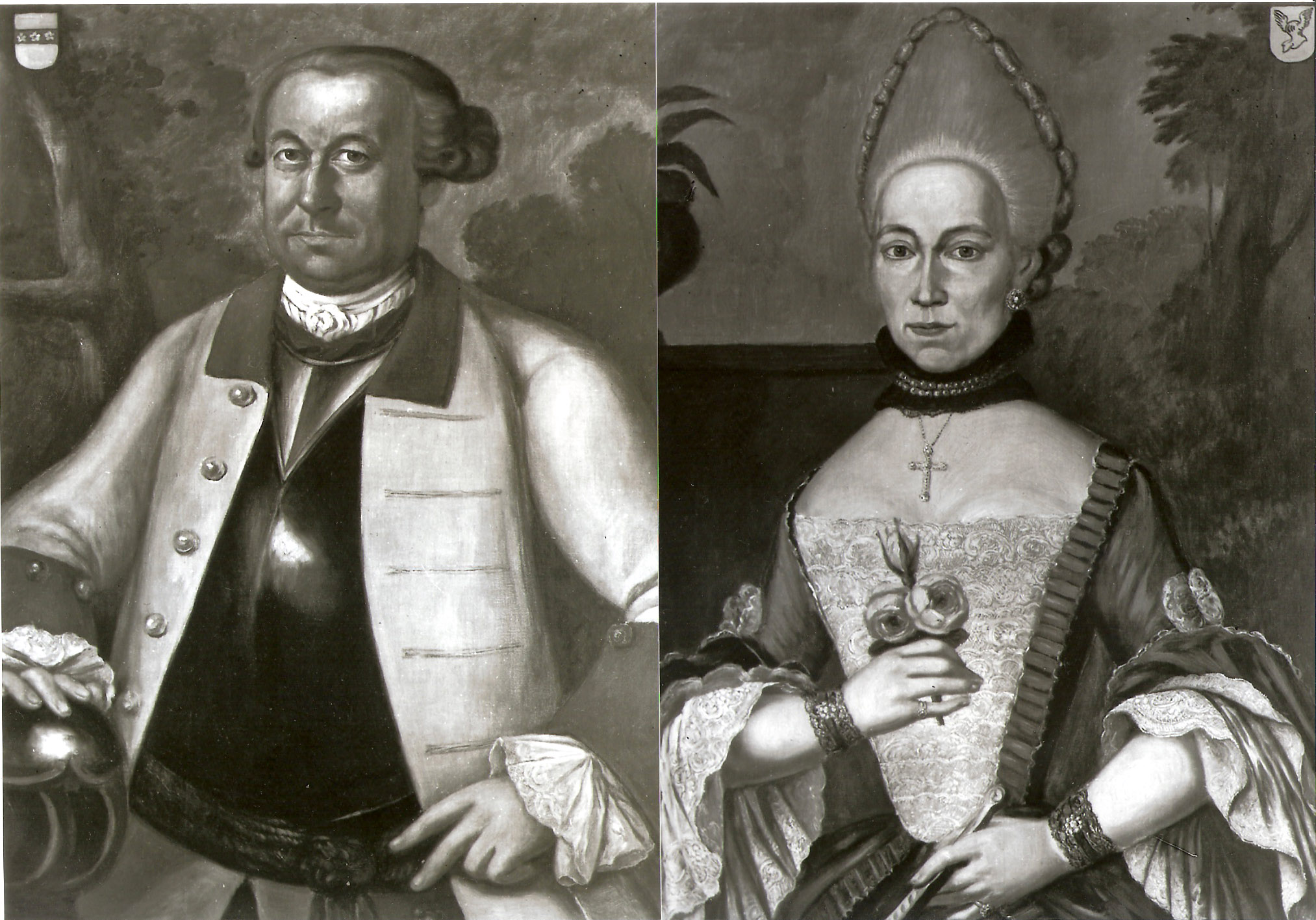
Ernst Adolph von Papen-Wilbring, Kaiserlicher Rittmeister, Herr auf Haus Wilbring und seine Frau Antonie, geb. von Kückelsheim

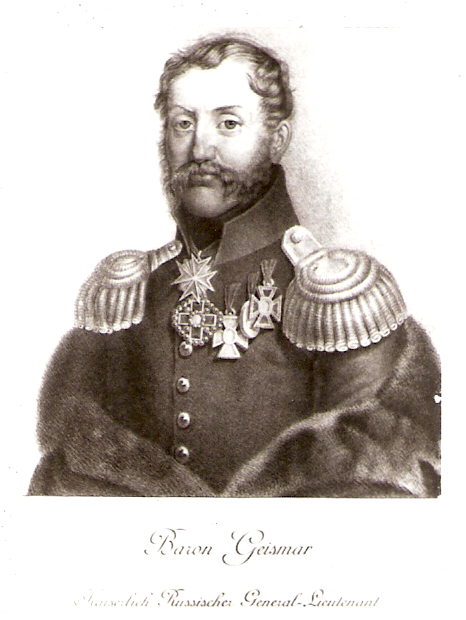
Friedrich Caspar von Geismar, russischer General

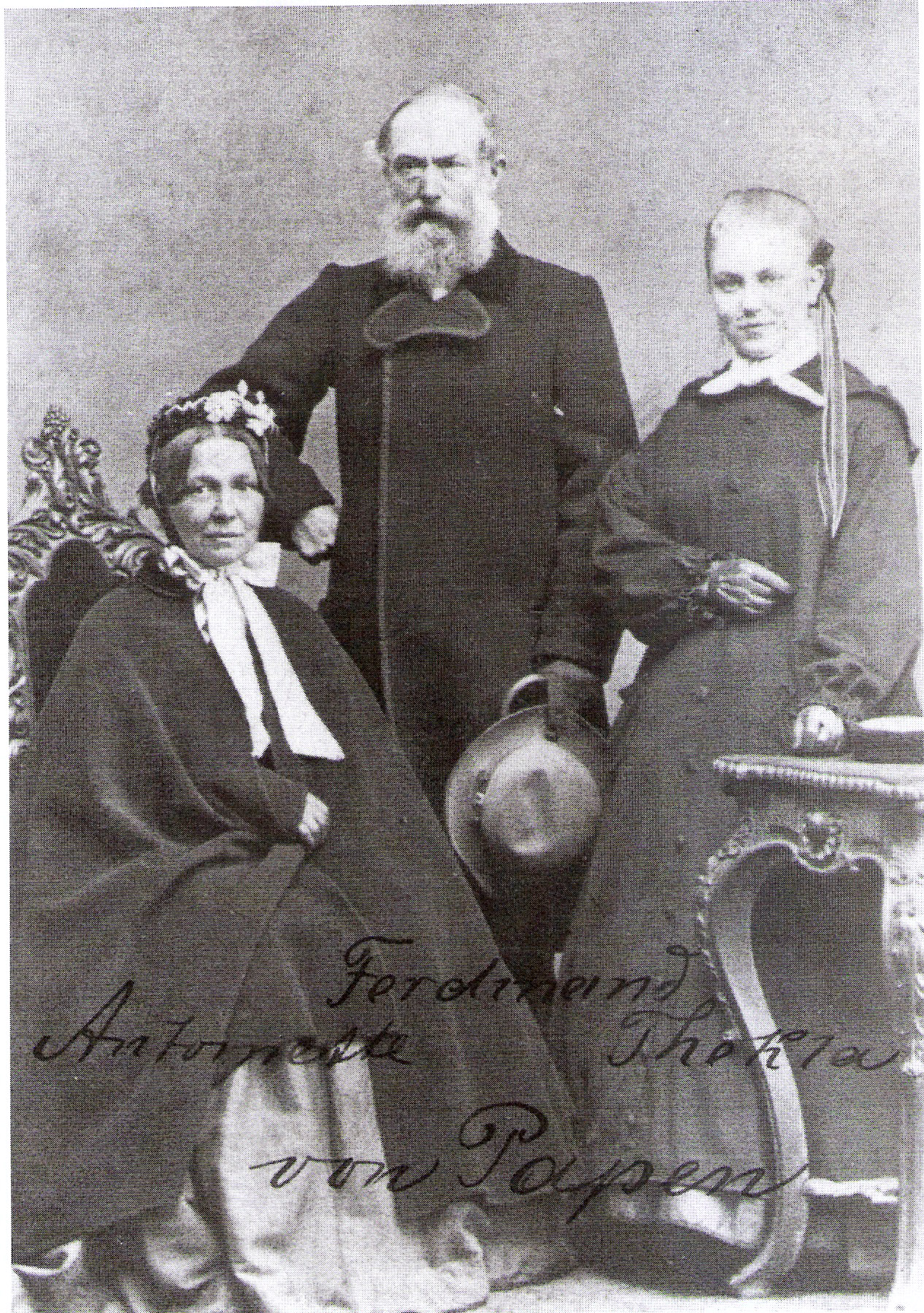
Ferdinand von Papen-Wilbring, Herr auf Haus Wilbring, verh. mit Antonie von Papen-Könngen, der Schwester von Franz-Josef von Papen-Köningen. Sie sind die Stammeltern der Wilbringer Nebenlinie I.

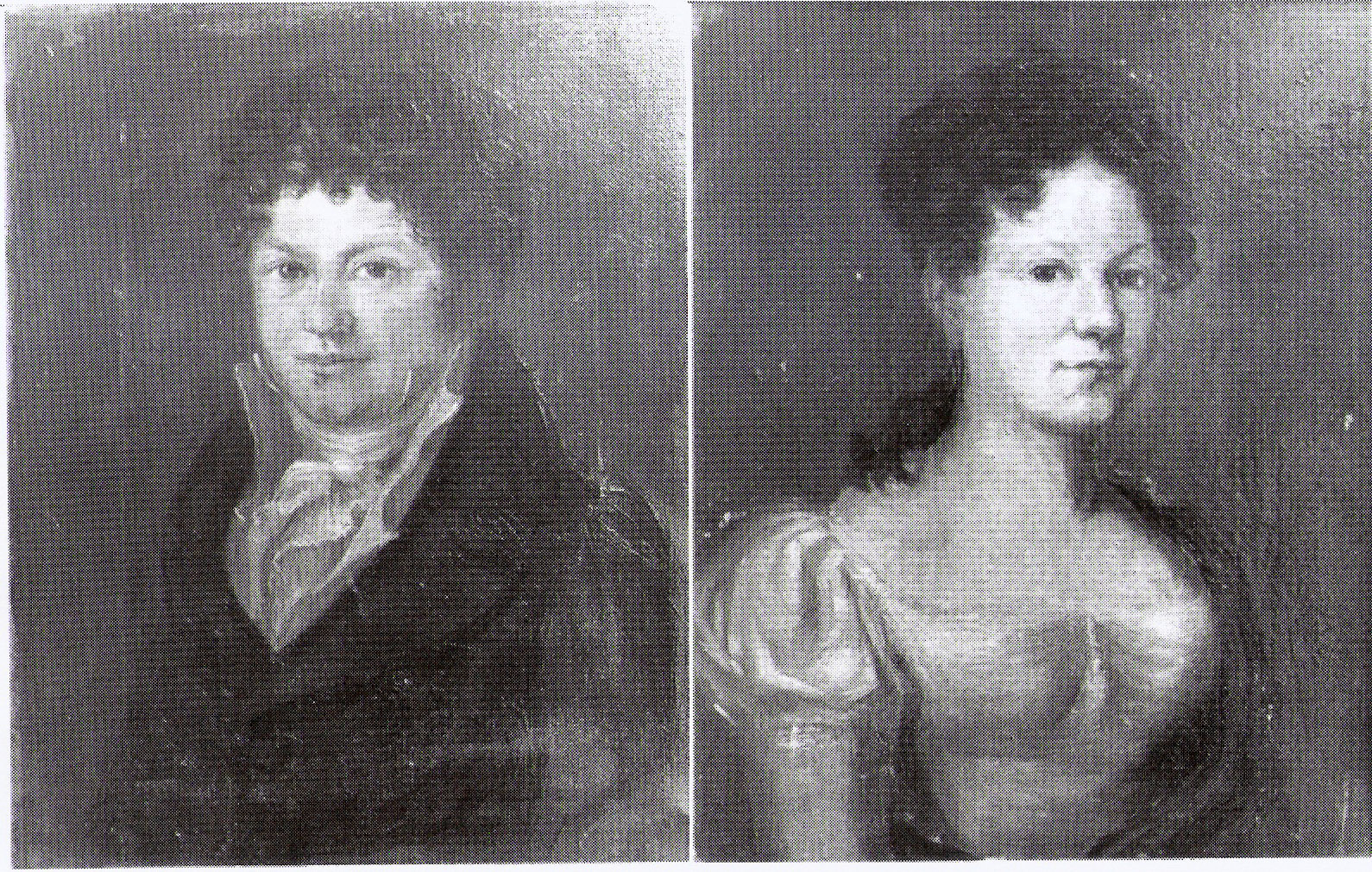
Franz-Josef von Papen-Könngen, verh. mit Casparine von Papen-Wilbring, der Schwester von Ferdinand von Papen-Wilbring

Von Papen-Wilbring ist eine Nebenlinie der Hauptlinie des Erbsälzergeschlechtes von Papen, die lückenlos mit Wilhelm von Papen 1470 beginnt.

## Geschichte
In der IV. Generation der Älteren Genealogie (zu Westrich, Scheidingen, Köningen) beginnt mit Johann von Papen („Pape zu Westrich“, er lebte noch 1685), die Linie Wilbring. Er war, wie alle seiner Vorfahren, Erbsälzer zu Werl und zeitweise Sälzeroberst sowie Bürgermeister von Werl. Er heiratete am 13. April 1657 die dem Erbsälzergeschlecht angehörende Anna Margarete von Zelion-Brandis (geb. 19. Juli 1637, begraben in Werl am 12. Oktober 1666). Diese Ehe blieb kinderlos. In zweiter Ehe war er mit Wilhelmine Margarete von Papen-Wesseler verheiratet, Tochter des Ernst von Papen-Wesseler, Herr auf Gut Bockum (V. Gen., Linie Bockum) und auf Essenthlo, kaiserlicher Oberst im Dreißigjährigen Krieg. Ernst von Papen-Wesseler verteidigte Paderborn und Hanau/Hessen gegen die Schweden und Franzosen und war Stadtkommandant von Friedberg. 1620 ehelichte er Elisabeth von Bönninghausen, die Schwester des Lothar Dietrich Freiherr von Bönninghausen, u. a. Kaiserlicher Feldmarschall-Leutnant und Marèchal de Camp, des Königs von Frankreich, Herr auf Schloss Schnellenberg, bei Attendorn. Dieser wiederum hatte einen natürlichen Sohn mit der Schwester seines Schwagers Ursula von Papen.
Aus der zweiten Ehe des Johann von Papen mit Wilhelmine Margarete von Papen-Wesseler ging ein Sohn Kaspar Dietrich Anton von Papen (* 21. Juli 1674 in Werl; † 1719) hervor. Er wurde kurkölnischer Hauptmann und kämpfte im Spanischen Erbfolgekrieg. Verheiratet war er mit Antonie Mara von Dücker (* 1676, lebte noch 1717). Sie war die Tochter des Dietrich Gaudenz von Dücker, Herr auf Haus Rödinghausen und seiner Frau Maria Sibylle von Wydenbruck.
Aus dieser Ehe stammen drei Kinder:
1. Maria Christina (* 27. Oktober 1710; † 2. Februar 1773) Gutsbesitzerin zu Wilbring durch Heirat am 28. Januar 1748 mit Franz Gaudenz von Horst auf Haus Wilbring. Die Ehe war kinderlos und von Horst starb vor seiner Frau. Diese überschrieb Wilbring an
2. Josef Gaudenz, ihrem Bruder, (* 27. Dezember 1712 in Andernach; † vor 1780), königlich sardinisch-piemontesischer Major. Er war nicht verheiratet und lebte in Italien. Er überschrieb Wilbring an seinen Bruder
3. Ernst Adolf (* 2. März 1715 in Andernach, begr. Waltrop 21. Februar 1780), kaiserlicher Rittmeister a. D., verheiratet mit Antonie von Kückelsheim.

Aus der Ehe von Ernst Adolf von Papen stammt ein Sohn:
Josef von Papen (* 15. Januar 1772 in Waltrop; † 15. April 1849 in Wilbring), Herr auf Wilbring, verheiratet Waltrop 7. Juni 1803 mit Sophie von Geismar (* 8. September 1781 in Severinghausen; † 22. August 1851 in Wilbring), Tochter des Majors Klemens August von Geismar und seiner Frau Bernhardine von Berswordt. Sie ist die Schwester des Majors und späteren russischen Generals Friedrich Caspar von Geismar. Er führte das russische Kontingent in der Völkerschlacht bei Leipzig; 1813 rettete er die Stadt Weimar vor der Zerstörung durch Napoleon.

Herrensitze der Linie Wilbring und der Familien der Ehefrauen
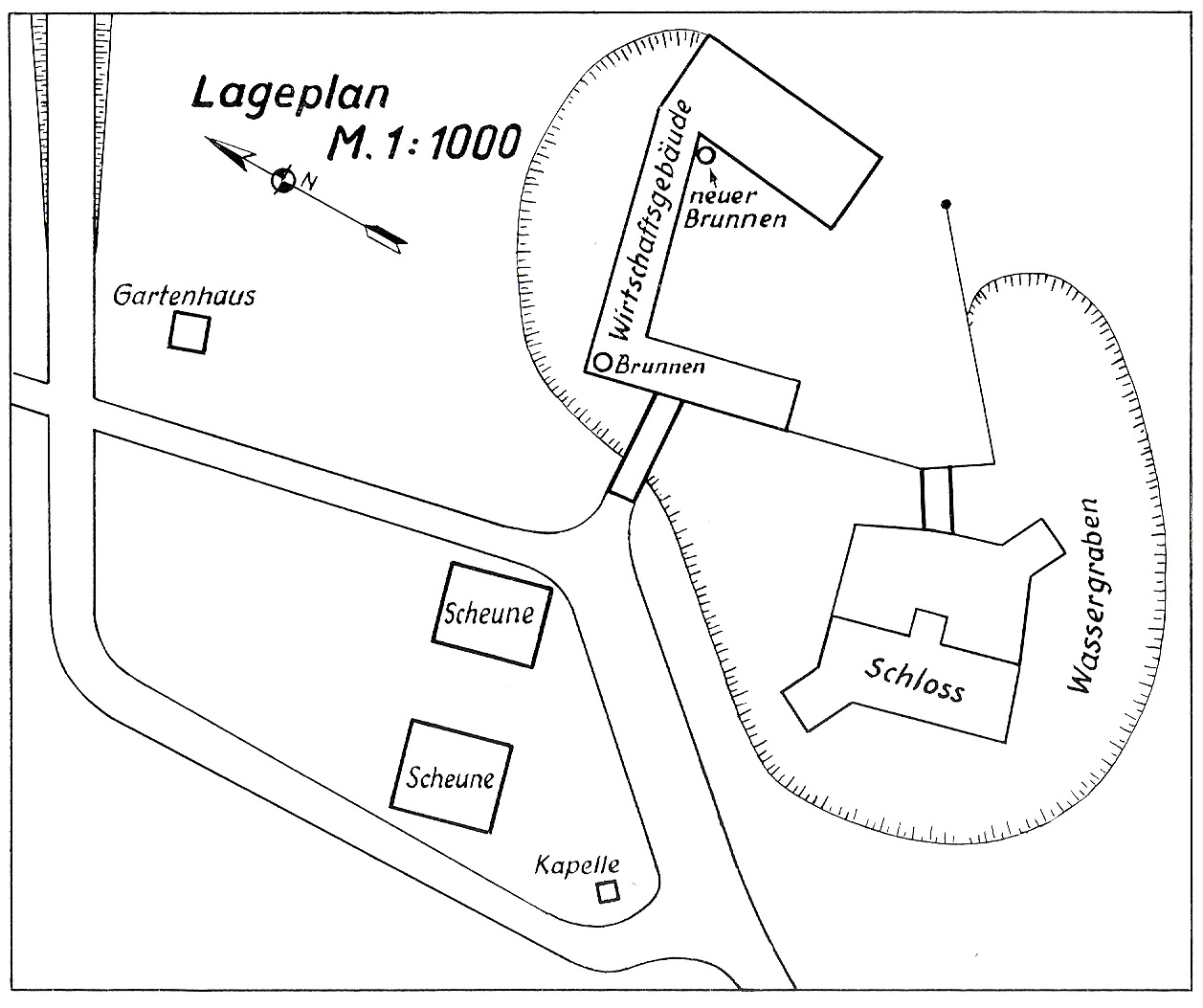
Lageplan der Burganlage Wilbring
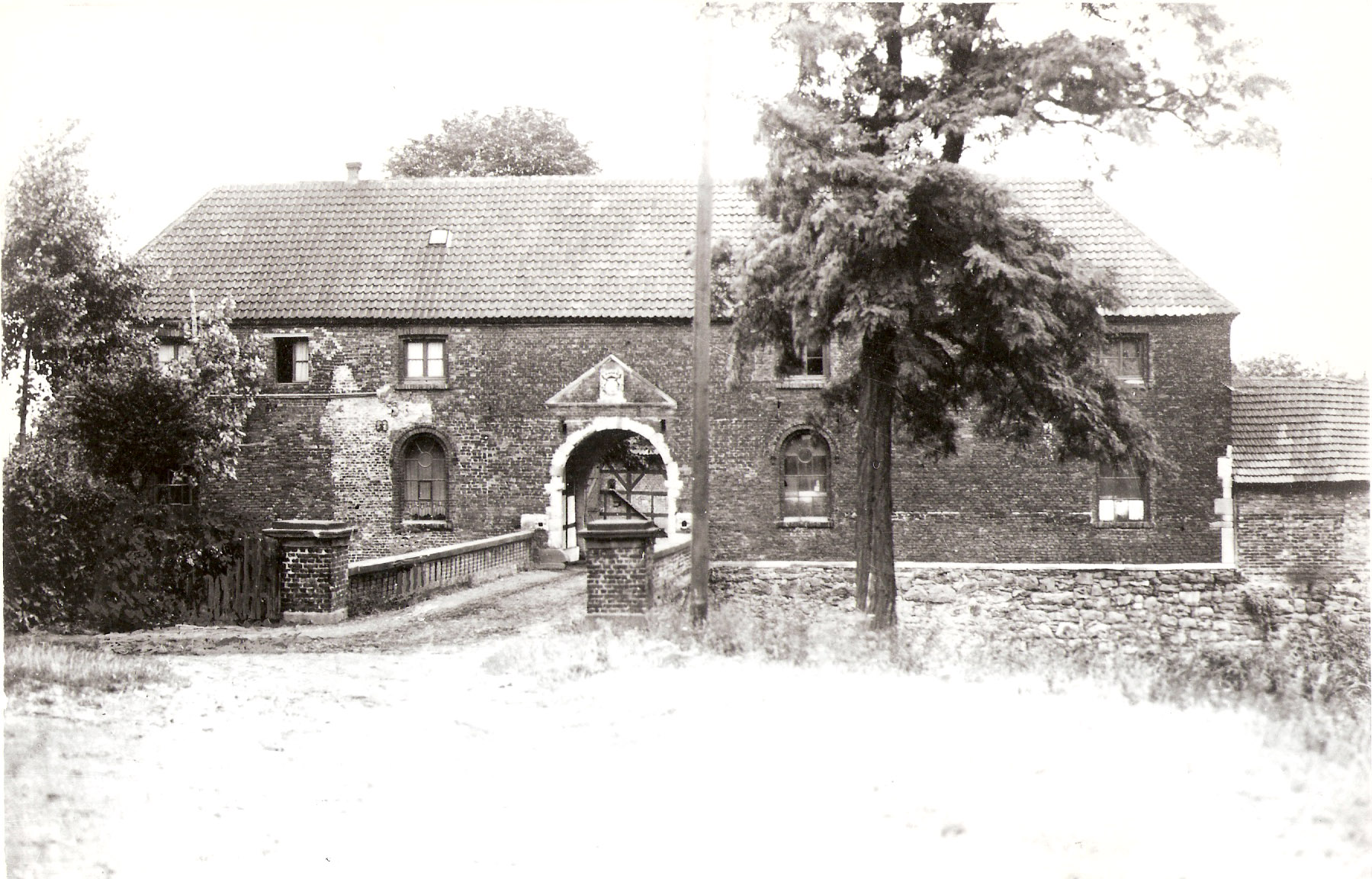
Hofeinfahrt von Wilbring
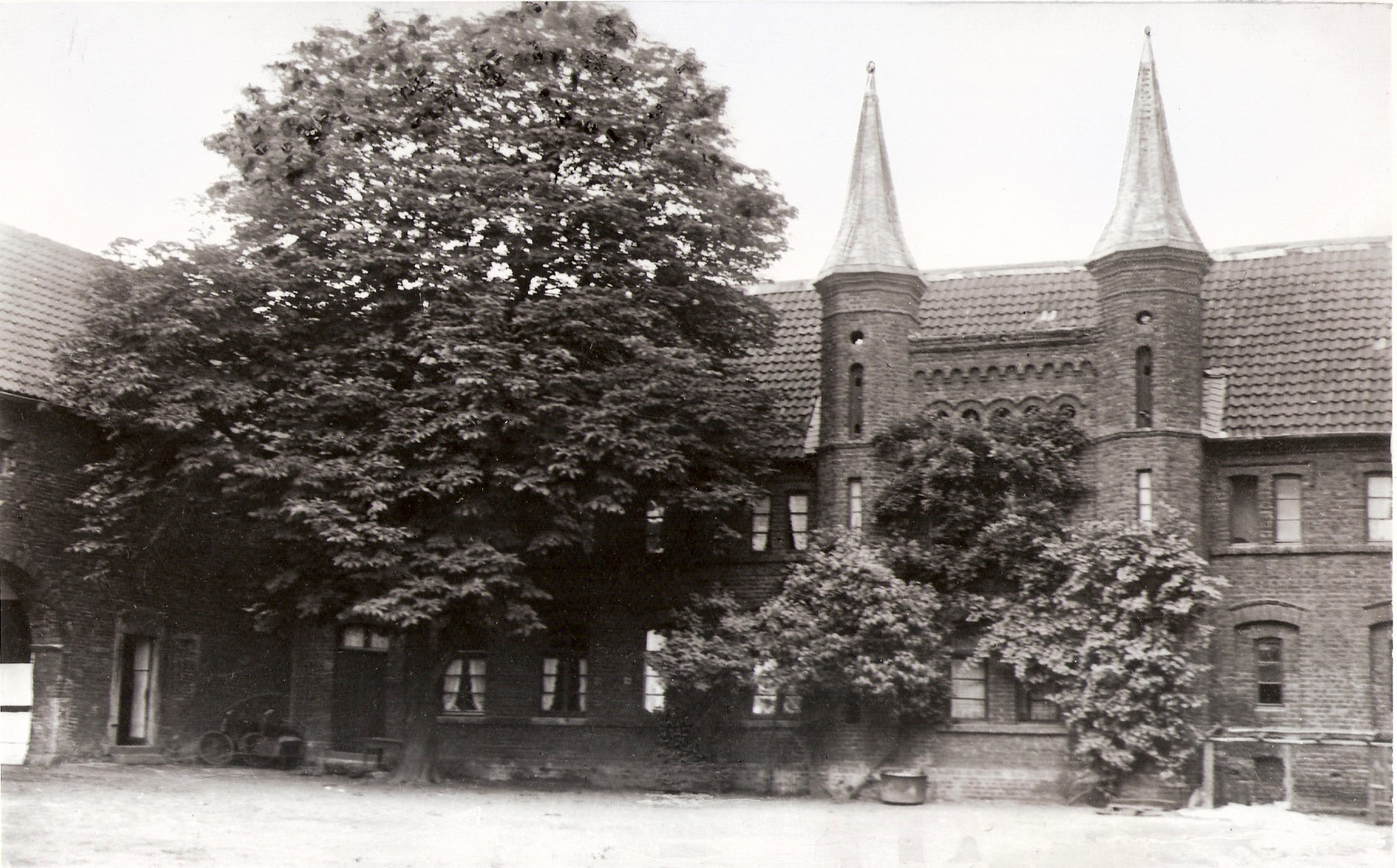
Vorburg von Wilbring
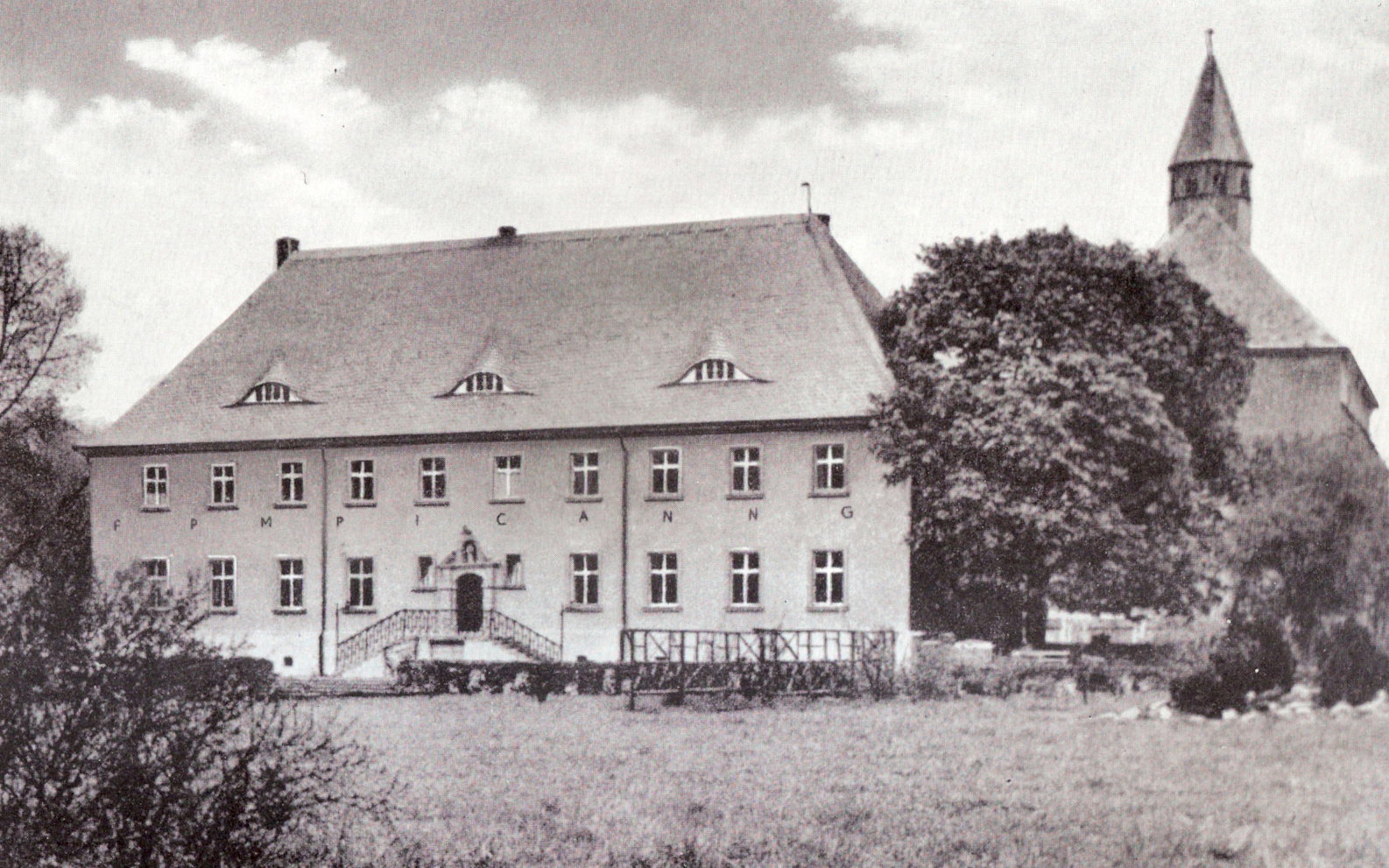
Ehemaliges Äbtissinnen-, späteres Gutshaus des ehemaligen Klosters Himmelpforten, Niederense, Ruhr
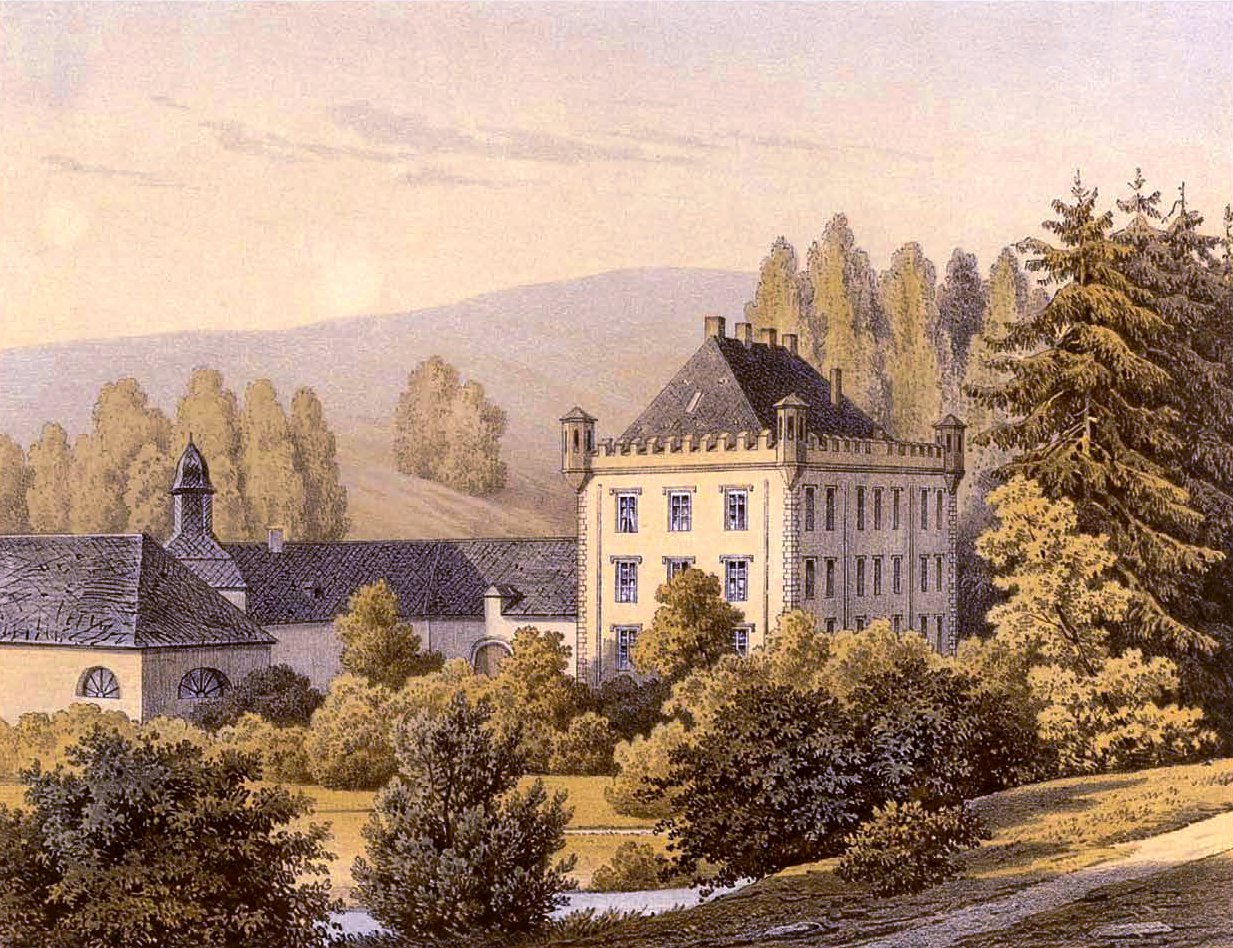
Schloss Heiligenhoven.
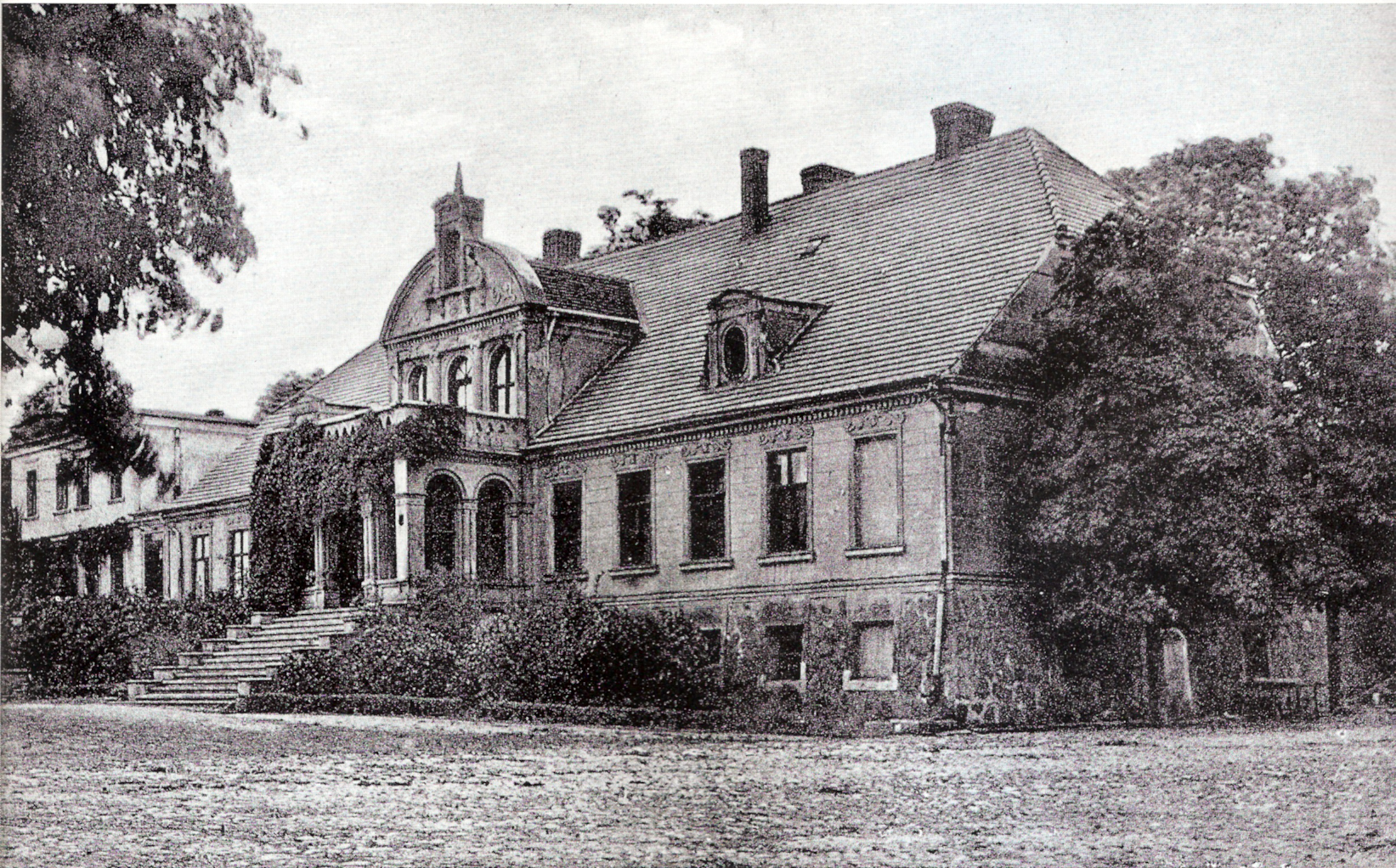
Rittergut Schwochow bei Pyritz in Pommern

## Aufteilung der Linie Wilbring
Josef von Papen und Sophie geb. von Geismar hatten drei Söhne:
1. Ferdinand von Papen, Herr auf Wilbring (Linie Wilbring 1)
2. Philipp von Papen (Linie stirbt im Mannesstamm aus, hierzu: Stammtafeln)
3. Kaspar Theodor von Papen (Linie Wilbring 2)

### Linie Wilbring 1
Ferdinand von Papen, Herr auf Wilbring (* 30. August 1805; † 25. Januar 1881) war verheiratet am 26. August 1834 mit Antonie von Papen (Köningen) (* 12. Februar 1814 in Werl; † 14. Januar 1875 in Evenkamp), Tochter des Friedrich von Papen auf Köningen und Schwester des Franz Josef von Papen auf Köningen [dieser wiederum verheiratet mit Casparine von Papen (Wilbring), Schwester des Ferdinand von Papen]. Dieser hatte mit seiner Frau Anatonie zehn Kinder:
- 1.  Paula Margarete (* 9. Juli 1835) wurde für ihre Verdienste im Krieg zwischen dem Norddeutschen Bund und Frankreich hochdekoriert. Sie war Trägerin des königl. bayer. Verdienstkreuzes von 1870/71, des königl. preuss. Augusta Kreuzes und der Medaille für Nichtcombattante. Sie war eine Frau mit ausgeprägten Charakterzügen. Sie heiratete Georg Josef von Papius (* 24. Februar 1812). Er ist der Autor des 1864 erschienene Buches "Geschichte der Salinen zu Werl und der Dortigen Erbsälzer von Lilien und von Papen, sowie der Familie von Papen, genannt Papius in Bayern".

- 2. Sophie Friederike (* 9. August 1836; † in Breslau), Ordensfrau im Kloster vom Guten Hirten, gest. ? in Breslau.

- 3. Wilhelm Franz (* 16. Dezember 1837 in Wilbring; † 12. Januar 1886 in Boppard), preuss. Kürassierhauptmann bei den Kölner Kürassieren (Kürassierregiment 8) verheiratet mit Franziska (Fanny) von Berenberg (*  20. Februar 1847 in Warburg; † 28. Oktober 1885 in Boppard). Aus dieser Ehe gingen zwei Töchter hervor. Eine Tochter: Adela "Adi", geb. 1885, wurde von der Kölner Bankiersfamilie Anna vom Rath (geb. Jung) und Adolph vom Rath (verheiratet am 18. April 1869 in Köln)adoptiert. Adolph vom Rath wurde am 21. August 1901 von Kaiser Wilhelm II. in den preußischen Adel erhoben, behielt aber seinen alten (nicht adeligen) Namen.

- 4. Antonie Franziska (* 9. März 1840; † in Amerika), Schwester im Orden der christlichen Liebe zu Paderborn

- 5. Friedrich (* 26. Oktober 1841 in Wilbring; † 30. Juni 1893 in Soest), königlich preußischer Oberforstmeister in Niederense-Bremen, Herr aus Haus Himmelpforten, verh. am 25. Juni 1867 in Büberich/Werl mit Fanny Freiin von Schelver (* 20. Januar 1841 auf Gut Schafhausen b. Werl; † 29. März 1891 in Recklinghausen), Tochter des Friedrich Freiherr von Schelver. Aus dieser Ehe gingen vier Kinder hervor.

- Freiherr Friedrich von Schelver, Herr auf Gut Schaffhausen, hatte drei seiner Töchter wie folgt verheiratet: Fanny von Schelver heiratet den Oberforstmeister Friedrich von Papen-Wilbring 1, Herr auf Haus Himmelpforten, Maria von Schelver heiratet den Bruder von Friedrich v.P.: Ferdinand v.P. der im deutsch/französischen Krieg an einer Verwundung stirbt und noch eine Tochter, Wilhelmiene von Schelver, heiratet Franz Freiherr von Fürstenberg, Linie Schloß Heiligenhoven, (* 3. Mai 1829 auf Schloss Heiligenhoven; † 12. August 1905 in Mainz)

- 6. Franz Joseph (* 26. Januar 1843 in Wilbring; † 1. März 1925 in Detmold), Oberstleutnant a. D., verheiratet in erster Ehe mit Johanna von Winterfeld (* 10. Juli 1841; † 25. Mai 1895), Tochter des Oberst Carl von Winterfeld und Ottilia von Steprodt. Zweite Ehe mit Johanna von Spillner (* 6. August 1864 in Mainz; † 27. Juni 1917 in Detmold) Tochter des Oberst Hermann von Spillner und Emmy von Brandt. Ein Sohn aus 2. Ehe

- 7. Ferdinand (* 28. November 1844 in Wilbring), als Leutnant verwundet 1870 in der Schlacht bei Gravelotte, im Lazarett Rochusberg/Bingen an den Folgen dieser Verwundung gestorben; verheiratet mit Maria Freiin von Schelver, der Schwester von Fanny von Schelver, Ehefrau von Pos. 5.

- 8. Ludwig Carl Michael (* 22. Februar 1846 in Wilbring; † 26. März 1916 in Bad Godesberg), Major a. D., heiratet am 17. Januar 1874 Emma Elisabeth Tiemann (* 17. Oktober 1853 in Braunschweig; † 3. Januar 1891 in Trier), Tochter des Apotheker Carl F. Tiemann und Frau Bertha Wilhelmine Frömling

- 9. Thekla Bertha (* 26. Februar 1851 in Wilbring; † 1930), heiratet 1873 Regierungsrat Custodis in Werne

- 10. Waldemar Josef (* 16. April 1853 in Wilbring; † 25. Februar 1919 in Südkirchen), verheiratet mit Bernhardine Türich, 4 Kinder

Kinder von Ferdinand von Papen Herr auf Haus Wilbring und seiner Gattin Antonie von Papen-Köningen
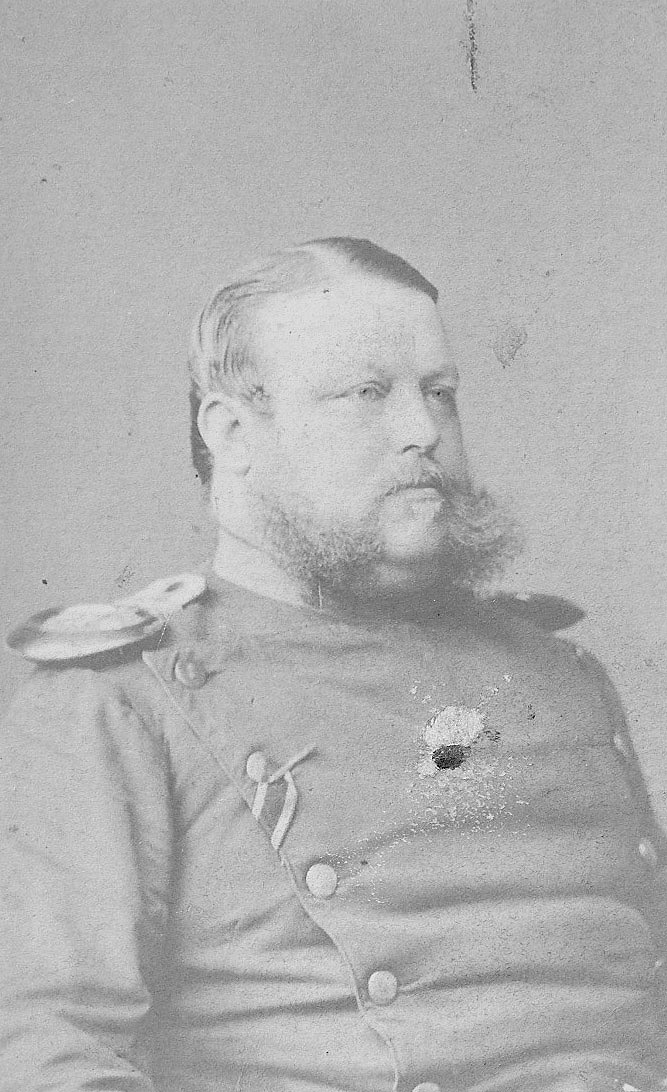
Wilhelm Franz von Papen (1837–1886)
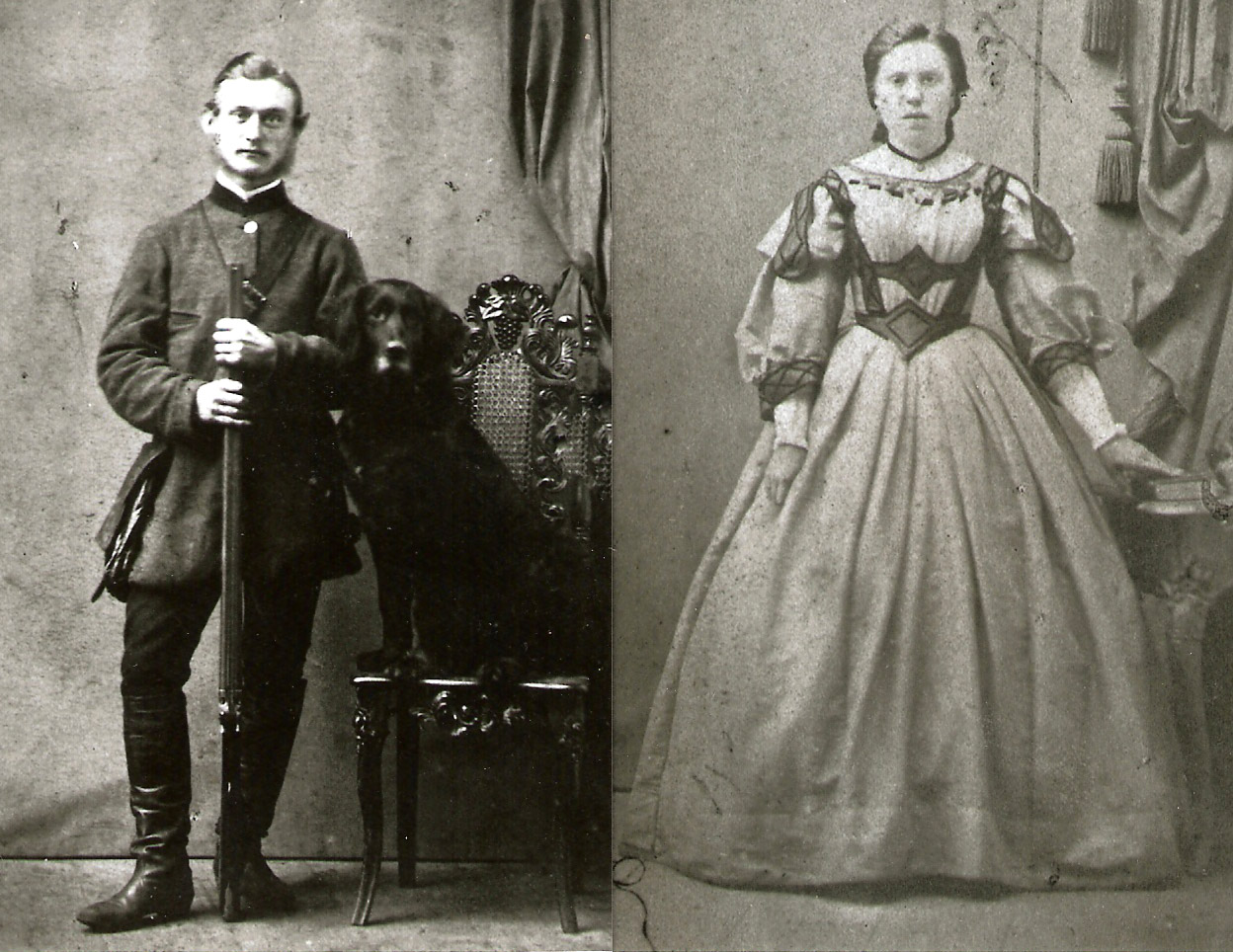
Friedrich von Papen (1841–1893) und Fanny, geb.  Freiin von Schelver (1841–1891)
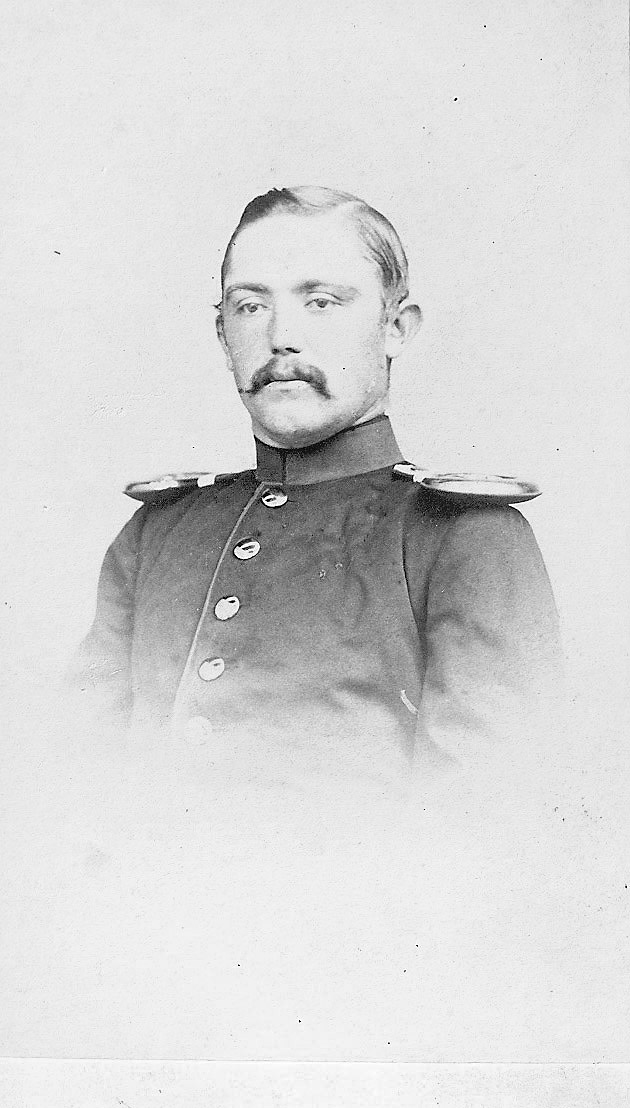
Franz Josef von Papen (1843–1925)
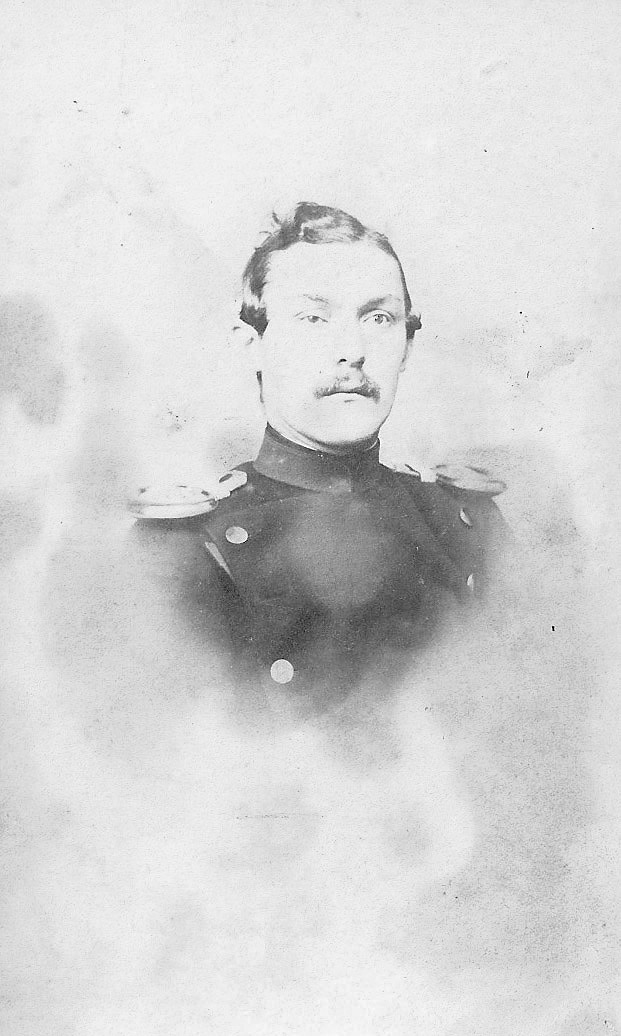
Ferdinand von Papen, als Leutnant verwundet 1870 in der Schlacht bei Gravelotte, im Lazarett Rochusberg/Bingen an den Folgen dieser Verwundung gestorben (1844–1870)
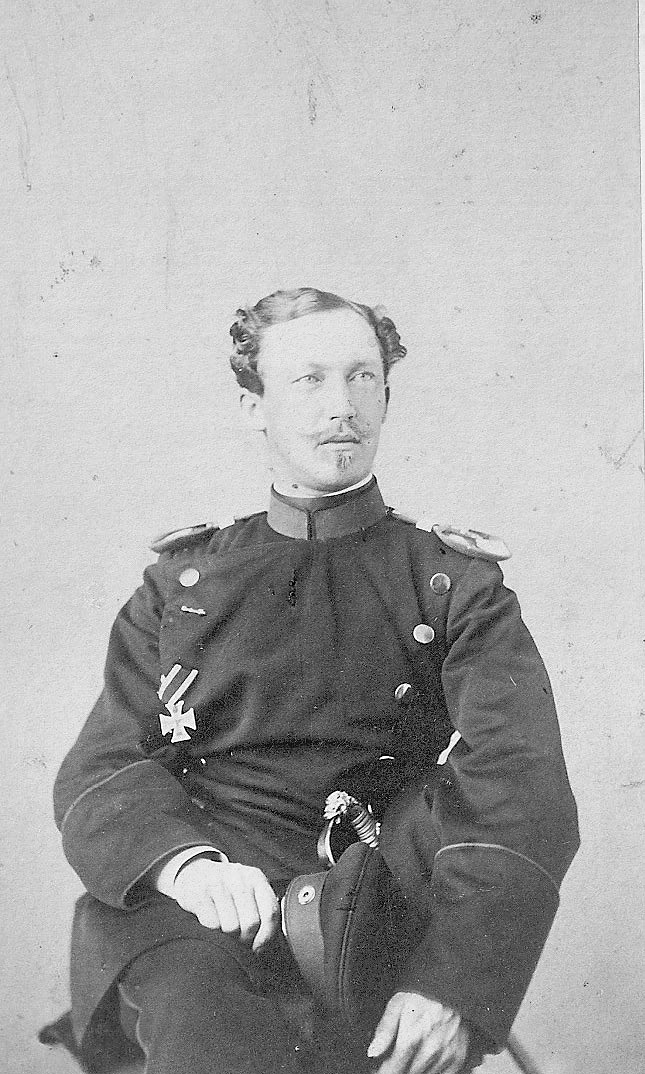
Ludwig Carl Michael von Papen (1846–1916)
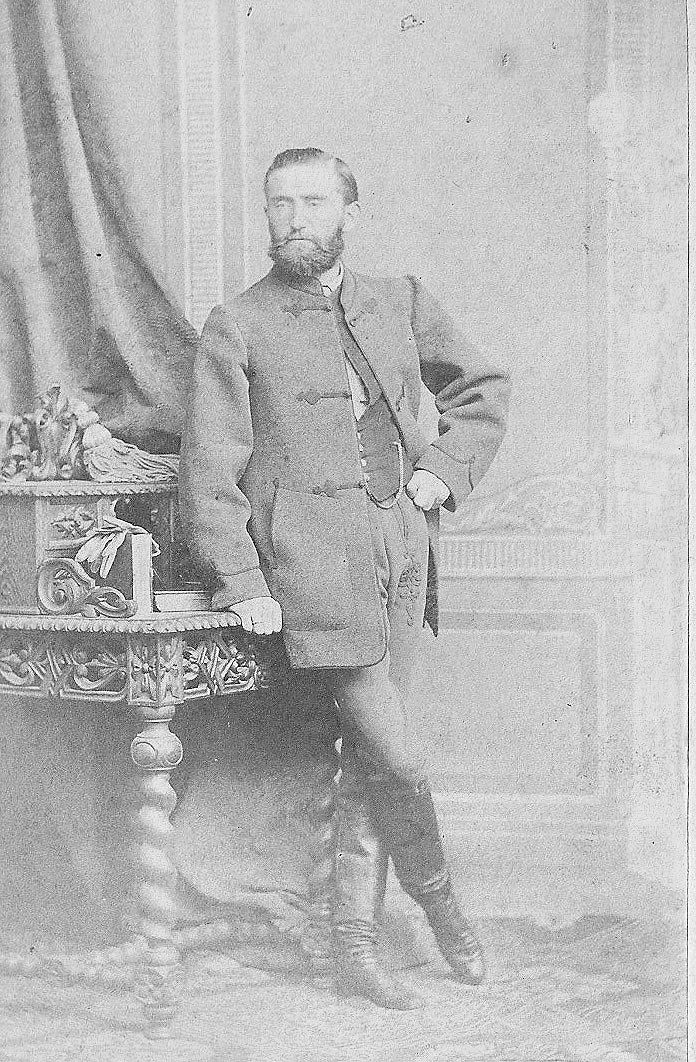
Friedrich Freiherr von Schelver, er hatte drei Töchter. Eine war mit Friedrich von Papen-Wilbring, eine weitere mit Ferdinand von Papen-Wilbring, der an den Verwundungen in der Schlacht von Gravelotte verstarb, die dritte mit Freiherr von Fürstenberg, Herr auf Schloss Heiligenhoven, verheiratet

Bedeutende Vertreter der Linie Wilbring 1 nach der Gründung des deutschen Nationalstaates 1870/71.
Die älteste Tochter von Ferdinand von Papen, Paula Margarete von Papen, geb. 9. Juli 1835 wurde für ihre Verdienste im Krieg zwischen dem Norddeutschen Bund und Frankreich hochdekoriert. Sie war Trägerin des königl. bayer. Verdienstkreuzes von 1870/71, des königlich preuß. Augusta Kreuzes und der Medaille für Nichtacombattante. Sie war eine Frau mit ausgeprägten Charakterzügen. Sie heiratete Georg Josef von Papius geb. 24. Februar 1812. Er ist der Autor des Buches "Geschichte der Salinen zu Werl und der Dortigen Erbsälzer von Lilien und von Papen, sowie der Familie von Papen Genannt Papius in Bayern, 1864".
Im Widerstand gegen das nationalsozialistische System stand Felix Maria Michael von Papen, Bankkaufmann und Wirtschaftsjournalist. Er verkehrte in Berlin in diversen preußisch-monarschistischen und großbürgerlichen Kreisen, zu denen auch junge Offiziere der Reichswehr gehörten, die später im militärischen Widerstand aktiv waren und versuchte 1933 einen politischen Widerstand zu organisieren. Er griff u. a. in Denkschriften die Rechtsbrüche der NS-Organisationen an und stellte sich vor seine preußisch-jüdischen Freunde, denen er auch bei der Emigration half. Er wurde am 12. Mai 1910 in Diedenhofen/Lothringen (damals Deutsches Reich) geboren und starb wenige Tage vor Kriegsende, im Mai 1945 als Lagerinsasse des KZ Buchenwald. Er wurde im Dezember 1933 unter nicht geklärten Umständen aus seinem Haus in Berlin-Kladow entführt und in das KZ Oranienburg überführt. Am 14. Juli 1934 wurde er für zwei Wochen ins KZ Lichtenberg überführt und dann freigelassen. Wenige Wochen später wurde er wieder verhaftet und wenig später wieder freigelassen. Er emigrierte erst in die Schweiz, und nach dem Anschluss Österreichs und dem verstärkten Auftreten von NS-Gruppen in der Schweiz, in die Niederlande, der Heimat seiner Mutter. Nach der Besetzung wurde er durch Denunzierung in seinem Versteck aufgestöbert, erneut verschleppt und in das KZ Buchenwald eingeliefert. Hier starb er an den Folgen der Haftbedingungen wenige Tage vor der Befreiung durch US-Truppen.
In der Emigration schrieb er ein Buch "Ein von Papen spricht..." über seine Erlebnisse in Hitlerdeutschland und seine schmerzvolle Zeit und die erlebten Verbrechen im KZ Oranienburg, das 1938 in Amsterdam erschien und parallel hierzu in Willi Münzenberg, in Amsterdam und Paris herausgegebenen Zeitung "Die Zukunft" abgedruckt wurde. In den Niederlanden wurde sein Buch wegen Beleidigung eines befreundeten Staates noch vor Kriegsbeginn verboten. Felix von Papen war der 3. Sohn von insgesamt 5 Kindern des Bergbauingenieurs und Bergwerksdirektor in Metz/Lothringen Felix Michal von Papen (Linie Wilbring 1) * auf Gut Himmelpforten und Vetter von Franz von Papen, Reichskanzler 1932. Seine Mutter war Maria Scholten, Tochter des Gründers der Basalt AG, Linz, und deren Bruder war Dipl.-Ing. Jan Arendt Scholten, Herr und Besitzer der Genovevaburg in Mayen. Felix von Papen hinterließ seine Frau mit drei Kindern.
Dr. Ferdinand Gaudenz von Papen, geb. 28. Oktober 1876 in Wetzlar, gest. 26. November 1942 in Halle, verh. 15. September 1942 in Berlin mit Laura (Lore)Walter, geb. 8. Januar 1884 in Berlin, gest.... in Tübingen, Privatwissenschaftler, war ein bekannter Saharaforscher und Asienreisender in den 1930er Jahren. Er gründete in den 1930er Jahren das Asiologische Museum im Zwinger, Dresden. Er war der Sohn von Major Ludwig v.P. geb. 23. März 1845 auf Schloss Wilbring.
Helmut von Papen, Wissenschaftsjournalist, Publizist, Verleger und Buchautor ist der in Deutschland führende Autor wissenschaftlicher Publikationen und Veröffentlichungen in der Indianistik Nordamerikas. Seine Arbeiten in den Grenzbereichen, Eiszeitforschung, Archäologie, Genetik, und Ethnien, Geschichte, und der Wanderung von modernen Menschen der alteuropäischen Mitochondriale DNA N-Lineage (Haplogroup N), von Nordafrika über Palästina nach Nord- und Südamerika, seine unzähligen wissenschaftlichen Veröffentlichungen über die Anasazi-, Mogollon, Hohokam u. a. Kulturen des Südwestens Nordamerikas, über die früheiszeitlichen Kulturen Nordamerikas, die Entwicklung der Mound-Builder (Pyramiden bauenden Kulturen) im Mississippital und dem Südosten Nordamerikas u. a. haben ihn dies werden lassen. Sein Buch über die Anasazi-Kultur und ihren Nachbarkulturen (Hohokam-Kultur, Mogollon-Kultur, Sinagua-Kultur) im Bereich der Four Corners Region in den USA ist die einzige wissenschaftliche und umfassende Arbeit in deutscher Sprache zu diesem Thema. „Es ist das Standardwerk zu diesem Themenkreis im deutschsprachigen Kulturraum“ Zitat: Dietmar Kuegler, Herausgeber und Chefredakteur von MAGAZIN für AMERIKANISTIK. Papen hielt zu den Themen dieses Buches Vorlesungen an verschiedenen Universitäten: Freiburg, Stuttgart, Tübingen, Zürich und Vorträge an deutsch-amerikanischen Instituten, in Zusammenarbeit mit wissenschaftlichen Vereinigungen in München, Nürnberg, Würzburg. Ein weiteres Buch über den Staat der Natchez-Indianer am unteren Mississippi, das in enger Zusammenarbeit mit Jim Barnett, dem Direktor des Department für Archäologie und Geschichte des Staates Mississippi entstand, wurde mehrfach in großen Stückzahlen vom Staat Mississippi aufgekauft.

### Linie Wilbring 2, mit Nebenlinie Schwochow

Stammtafeln der Linie Wilbring mit ihren Nebenlinien: Wilbring 1, Wilbring 2 und Schwochow
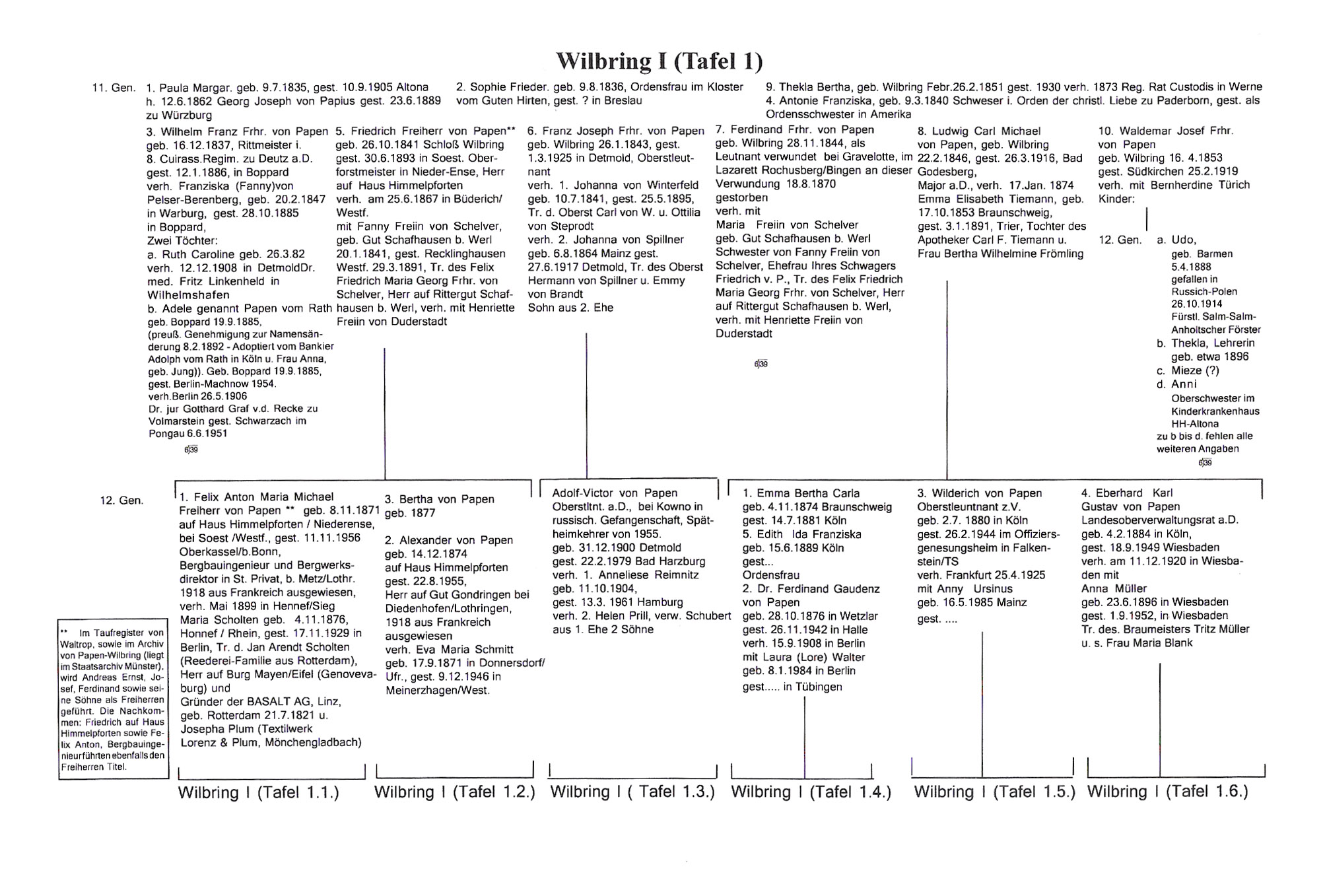
Stammtafel der Nebenlinie Wilbring I (Tafel 1)
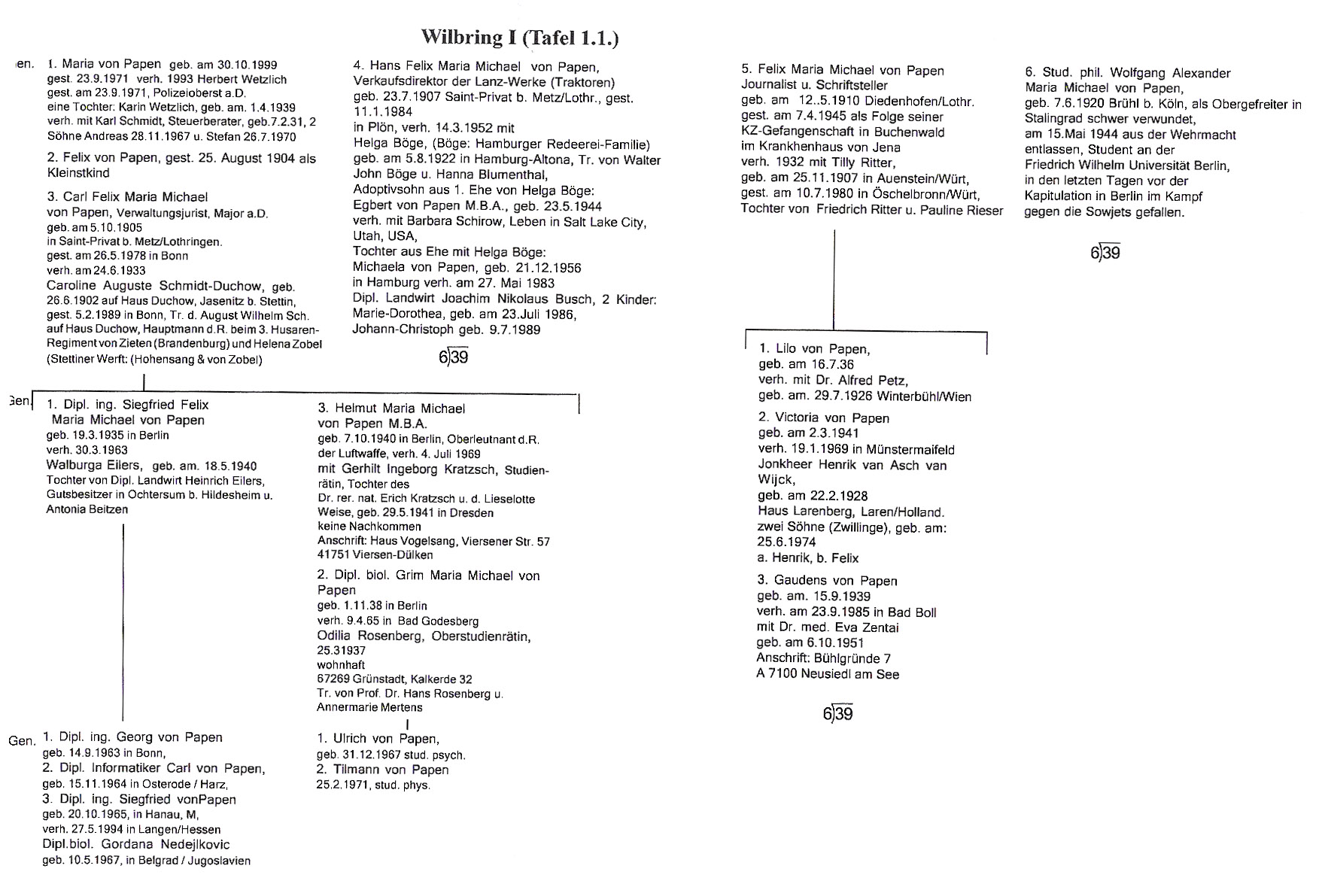
Stammtafel der Nebenlinie Wilbring I (Tafel 1.1.)